# Winston P. Wilson
Pour les articles homonymes, voir Wilson.
Winston Peabody Wilson (11 novembre 1911 - 31 décembre 1996) est un major général de l'armée de l'air américaine (US Air Force) qui a occupé le poste de Commandant du Bureau de la Garde nationale (Chief of the National Guard Bureau).

## Biographie

### Ses débuts
Winston Peabody Wilson naît le 11 novembre 1911 à Arkadelphia, dans l'Arkansas. Il est élevé et scolarisé à Little Rock, dans l'Arkansas, et acquiert le surnom de " Wimpy ", un jeu de mots à partir de son nom, lorsque son entraîneur de football à la Little Rock High School demande à " Win P. Wilson " d'entrer sur le terrain. Il s'engage dans la Garde nationale de l'Arkansas (Arkansas National Guard) en 1929 et est mécanicien d'avion dans le 154e escadron d'observation (154th Observation Squadron).
Wilson est diplômé du Hendrix College en 1934. En 1936, il devient pilote qualifié après avoir suivi les cours d'Earl T. Ricks, et reçoit sa commission de sous-lieutenant (second lieutenant) en 1940, la même année où il obtient sa licence de pilote professionnel.

### Seconde Guerre mondiale
Pendant la Seconde Guerre mondiale, Wilson sert d'abord au sein du 154e escadron à Eglin Field, où il effectue des patrouilles anti-sous-marines. En septembre 1942, il est affecté à l'état-major du quartier général des forces aériennes de l'armée américaine (United States Army Air Forces), à Washington, D.C.. Il est classé pilote militaire en mai 1943 et nommé chef de la branche de reconnaissance tactique en juillet 1943, ce qui lui vaut d'être promu au grade de major.
En 1944, Wilson devient commandant du 16e escadron photographique, chargé de missions de cartographie photographique en Amérique du Sud, en Alaska et sur le territoire continental des États-Unis. En 1945, il est affecté dans le Pacifique en tant qu'officier de liaison auprès des forces aériennes d'Extrême-Orient, puis est nommé officier adjoint de photographie aérienne au quartier général des forces aériennes d'Extrême-Orient, aux Philippines, où il est promu lieutenant-colonel.

### Après la Seconde Guerre mondiale
En 1946, Wilson est nommé chef de l'unité de reconnaissance de la section d'état-major Opérations et formation (A-3) du Commandement aérien du Pacifique, opérant à la fois à Tokyo et à Manille.
Wilson, désormais commandant du 154e escadron de chasse réorganisé de la Garde nationale de l'Arkansas (Arkansas National Guard), joue un rôle dans la création de la nouvelle armée de l'air des États-Unis et milite en faveur de deux composantes de réserve distinctes, la Réserve de l'armée de l'air des États-Unis (United States Air Force Reserve) et la Garde nationale de l'air (Air National Guard). Parmi les changements qu'il a introduits pour améliorer la préparation, on peut citer un calendrier d'exercices modifié, passant de quatre mercredis soirs par mois à deux mercredis soirs et deux dimanches complets, précurseur de l'actuel calendrier d'un week-end complet par mois.

### Bureau de la Garde nationale
En 1950, Earl T. Ricks est nommé directeur de la Garde nationale aérienne et choisit Wilson comme adjoint. Wilson, désormais colonel, est responsable de l'entraînement, de la préparation, de l'équipement et du déploiement des unités de la Garde nationale aérienne pendant la guerre de Corée. Il occupe ce poste jusqu'à la mort de Ricks et assure l'intérim pendant la dernière maladie de ce dernier.
Avant de mourir, Ricks recommande Wilson pour le remplacer. Wilson est nommé directeur de la Garde nationale aérienne en 1954 et promu général de brigade (brigadier général). En 1955, il est nommé chef adjoint du Bureau de la Garde nationale et promu général de division (major général). Il s'acquitte de cette mission tout en étant directeur de la Garde nationale aérienne.
De juin à juillet 1959, Wilson occupe le poste de chef intérimaire du Bureau de la Garde nationale après le départ à la retraite d'Edgar C. Erickson et avant la nomination de Donald W. McGowan.
Pendant son mandat de directeur de la Garde aérienne, Wilson supervise la diversification de l'organisation, qui passe d'une force basée sur les chasseurs à une force composée de chasseurs, de bombardiers, d'unités d'observation et de transport, ainsi que la modernisation de ses avions et de ses installations.

### Chef du Bureau de la Garde nationale
En 1963, Wilson est nommé chef du Bureau de la Garde nationale (Chief of the National Guard Bureau), premier officier de l'armée de l'air à être officiellement nommé à ce poste (Ricks avait assuré l'intérim pendant quatre mois),. Longtemps partisan de l'intégration des unités de la Garde nationale et de la Réserve dans les opérations avec les unités d'active, plutôt que de les utiliser comme une réserve stratégique, Wilson a vu son point de vue validé pendant la guerre du Viêt Nam, les escadrons de chasse de la Garde nationale ayant servi avec succès au Viêt Nam, en particulier après l'incident de Pueblo et l'offensive du Têt, lorsqu'ils ont été appelés à se déployer avec peu ou pas de préavis,.
Wilson poursuit également ses efforts d'intégration raciale de la Garde nationale, notamment en nommant son premier officier général afro-américain,.
Outre les préparatifs militaires, Wilson a également supervisé les efforts de formation et d'équipement afin que la Garde nationale puisse répondre aux troubles civils, qui se sont produits de plus en plus fréquemment à la suite des mouvements pour les droits civiques et contre la guerre du Viêt Nam dans les années 1960.
En tant que chef pendant la guerre du Viêt Nam, Wilson a également fait parler de lui lorsqu'il a préconisé que les membres de la Garde participent à des contre-manifestations en réponse aux opposants à la guerre, leur demandant de conduire avec les phares de leur voiture allumés pendant la journée, de hisser le drapeau américain plus souvent et de laisser leurs lampes de véranda allumées pendant la nuit.
Wilson effectue des missions d'observation et d'enquête au Viêt Nam et reçoit la Vietnam Service Medal (Médaille du service au Viêt Nam). Il est nommé pour un second mandat en 1967 et reste en poste jusqu'à sa retraite en 1971.

### Retraite et décès
À la retraite, Wilson réside à Forrest City, dans l'Arkansas. Il est victime d'un accident vasculaire cérébral et meurt à l'hôpital Baptist East de Memphis (Tennessee) le 31 décembre 1996; il est enterré au cimetière South Town de Forrest City.

## Héritage
Le National Guard Marksmanship Training Center du Camp Joseph T. Robinson, dans l'Arkansas, accueille chaque année le Winston P. Wilson Rifle and Pistol Championship, un concours national au cours duquel des équipes et des individus des États participants s'affrontent pour obtenir les meilleurs résultats au tir sur cible avec des armes légères.
En 2000, Wilson a été intronisé au Airlift/Tanker Hall of Fame.
Le contact de l'Arnold Air Society à l'université de l'Arkansas est l'escadron Winston P. Wilson.

## Principales récompenses et décorations
- Air Force Distinguished Service Medal
- Legion of Merit
- American Defense Service Medal
- Asiatic-Pacific Campaign Medal
- World War II Victory Medal
- Army of Occupation Medal (Japon)
- National Defense Service Medal
- Vietnam Service Medal
- Armed Forces Expeditionary Medal
- Air Force Longevity Service Award
- Armed Forces Reserve Medal
- Philippine Liberation Ribbon
- Oklahoma Distinguished Service Medal
- North Carolina Distinguished Service Medal
- Pennsylvania Distinguished Service Medal

## Source
- (en) Cet article est partiellement ou en totalité issu de l’article de Wikipédia en anglais intitulé « Winston P. Wilson » (voir la liste des auteurs).